# Erwin Kremers
Erwin Kremers (Mönchengladbach, 1949. március 24. –) korábbi német Európa-bajnok (1972) labdarúgó, az NSZK válogatottjában 15 alkalommal szerepelt. Ikertestvére: Helmut Kremers szintén válogatott labdarúgó volt. Pályafutásuk során mindvégig egy csapatban szerepeltek és ők a Bundesliga történetének első ikerpárja.

## Pályafutása

### Klubcsapatokban
Pályafutását a Borussia Mönchengladbach kezdte. 1967 és 1969 között a Borussia felnőtt csapatában szerepelt. Ekkor 24 mérkőzés alatt csak egyszer talált az ellenfelek kapujába. 1969-ben, a testvérével egyetemben a Kickers Offenbach együtteséhez igazolt, mellyel 1970-ben megnyerte a német kupát és 25 bajnoki mérkőzésen 10 gólig jutott. 1971-ben a Schalke 04 igazolta le, ahová szintén a testvérével érkezett. 1972-ben ismét megnyerte a német kupát. Összesen 212 mérkőzésen szerepelt a Schalke színeiben és 50 gólt szerzett. 1979-ben fejezte be pályafutását.

### Válogatottban
Az NSZK válogatottjában 1972-ben mutatkozott be. Tagja volt az 1972-es Európa-bajnokságon győztes válogatottnak. 1972 és 1974 között összesen 15 alkalommal szerepelt a nemzeti csapatban és 3 gólt szerzett.

## Sikerei, díjai
Kickers Offenbach
DFB-Pokal
- Győztes: 1971–72

Schalke 04
DFB-Pokal
- Győztes: 1969–70

NSZK
Európa-bajnokság
- Győztes: 1972